# Lepaute (cratère)
Lepaute est un cratère lunaire situé au sud-ouest de la face visible de la Lune. Il se trouve sur la rive occidental de Palus Epidemiarum et à l'ouest immédiat du cratère Ramsden. Le cratère Lepaute a une forme allongée dans le sens nord-sud. Le bord extérieur est légèrement usé et les parois intérieures descendent vers le niveau du plancher intérieur.
En 1935, l'Union astronomique internationale a donné à ce cratère lunaire le nom de la mathématicienne et astronome française Nicole-Reine Lepaute.

## Cratères satellites

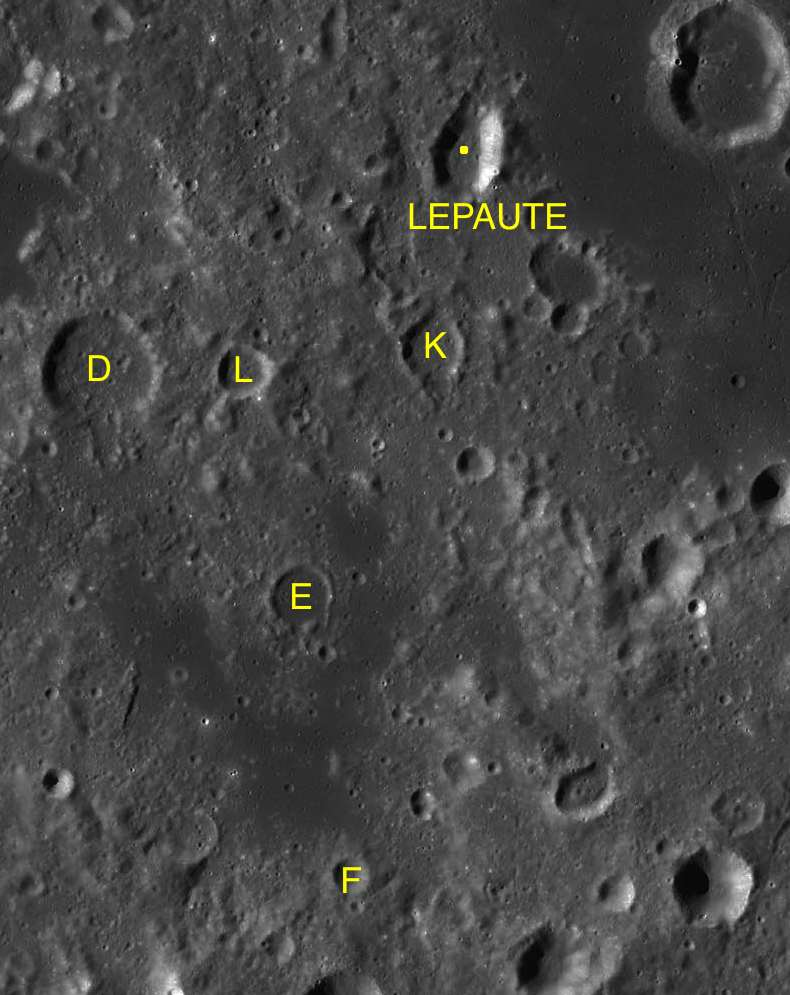
Carte des cratères satellites de Lepaute.

Par convention, les cratères satellites sont identifiés sur les cartes lunaires en plaçant la lettre sur le côté du point central du cratère qui est le plus proche de Lepaute.
| Lepaute | Latitude | Longitude | Diamètre |
| ------- | -------- | --------- | -------- |
| D       | 34.3° S  | 36.2° W   | 22 km    |
| E       | 35.7° S  | 35.0° W   | 10 km    |
| F       | 37.2° S  | 34.8° W   | 7 km     |
| K       | 34.3° S  | 33.9° W   | 12 km    |
| L       | 34.5° S  | 35.2° W   | 9 km     |